# Lift (film 2024)
Lift è un film del 2024 diretto da F. Gary Gray e scritto da Daniel Kunka. Il film è interpretato da Kevin Hart (che è stato anche produttore), Gugu Mbatha-Raw, Vincent D'Onofrio, Úrsula Corberó, Billy Magnussen, Jacob Batalon, Jean Reno e Sam Worthington.

## Trama
Cyrus Whitaker, un rinomato ladro internazionale, guida una squadra di rapinatori composta dal maestro dei travestimenti Denton, la pilota Camila, l'hacker Mi-Sun, lo scassinatore di casseforti Magnus e l'ingegnere Luke. A Venezia il gruppo compie due furti simultanei, rubando un dipinto di Van Gogh a Londra mentre inscenano il finto rapimento del rinomato artista NFT N8.
La squadra ha organizzato un rapimento per N8 e Cyrus sottolinea che i dipinti famosi aumentano rapidamente di valore dopo essere stati rubati e dice che la sua squadra ha rubato il dipinto di Van Gogh e lo ha venduto al mercato nero per 20 milioni di dollari per acquistare l'NFT di N8. Dopo essere stato "rapito", l'NFT di N8 è aumentato di valore fino a 89 milioni. Decide di festeggiare con la squadra dopo che gli è stata promessa una parte del denaro.
L'agente dell'Interpol Abby Gladwell, un'ex amante di Cyrus, scopre le prove che implicano Denton nel furto e lo arresta. Invece di procedere con le accuse contro l'equipaggio, il superiore di Abby, il comandante Huxley, sfrutta la loro situazione legale per costringerli ad aiutare a catturare il miliardario Lars Jorgenson, che intende fare più soldi lavorando con il gruppo di hacker Leviathan per organizzare una massiccia inondazione in Europa, consentendogli di guadagnare miliardi di profitti tramite la manipolazione delle azioni.
Poiché Leviathan richiede il pagamento in lingotti d'oro non rintracciabili, Jorgenson ha organizzato una spedizione di oro da prelevare dal suo caveau a Londra e da inviare alla banca di Leviathan a Zurigo tramite un aereo di linea commerciale. Come parte dell'accordo per la fedina penale pulita di Cyrus e di tutti i suoi membri, insiste affinché Abby si unisca alla squadra per fornire una certa copertura all'Interpol.
L'equipaggio decide che potranno rubare l'oro solo mentre l'aereo è in volo. Per farlo, procurano un jet privato dal ricco collezionista d'arte privato Molsen che Camila volerà direttamente sotto l'aereo, consentendo a Mi-Sun di cambiare i segnali radar per far sembrare che l'aereo sia ancora in rotta mentre l'equipaggio lo dirotta verso un aeroporto privato.
In cambio del prestito del suo jet privato, Cyrus promette a Molsen di convincere N8 a realizzare un'arte NFT speciale per lui. Dopo che Magnus ha forzato la cassaforte e gli scagnozzi di Jorgenson sono stati resi inabili, l'equipaggio estrarrà l'oro tramite il jet.
I tempi si complicano quando Jorgenson giustizia una talpa nella sua organizzazione e anticipa la data di consegna. Tuttavia, l'equipaggio è pronto in tempo. Dopo aver deviato con successo l'aereo, gli scagnozzi di Jorgenson tentano un dirottamento , con conseguente rissa a bordo dell'aereo.
Magnus, Abby, Cyrus e Camila vengono catturati. Magnus scappa a terra, mentre i tre rimasti vengono presi a bordo del jet con l'oro, diretti alla tenuta di Jorgenson in Toscana.
Disperato perché l'oro non raggiunga Jorgenson, Huxley ordina che l'aereo venga abbattuto dalla NATO. Harry, il contatto dell'equipaggio al controllo del traffico aereo, lavora con Camila per far arrivare un messaggio ai piloti che ci sono degli ostaggi a bordo, costringendoli a fermarsi. Un altro scontro tra l'equipaggio e gli scagnozzi di Jorgenson provoca l'atterraggio di fortuna del jet sul terreno della villa di Jorgenson.
Abby, Cyrus e Camila vengono catturate sotto la minaccia delle armi da Jorgenson, che giustizia anche il rappresentante di Leviathan dopo che hanno deciso di annullare l'accordo. Arrivano i Carabinieri e Huxley e Cyrus usa le telecamere montate sul jet per mostrare loro una registrazione di Jorgenson che uccide il rappresentante. Jorgenson viene arrestato, mentre Abby colpisce Huxley dopo aver scoperto che ha autorizzato l'abbattimento della NATO. Si dimette dall'Interpol e si unisce a Cyrus.
Settimane dopo, Cyrus rivela ad Abby che l'equipaggio ha rubato il carico d'oro durante la rapina all'aereo di linea, sostituendo il carico vero e proprio con barre di ferro dipinte per sembrare oro. Insieme, l'equipaggio recupera il suo bottino d'oro e festeggia il suo successo mentre Cyrus e Abby riaccendono la loro relazione.

## Produzione
Il film è stato girato a Belfast e nella Contea di Antrim in Irlanda del Nord. La produzione si è poi spostata in Italia principalmente a Venezia, a Trieste e a Cortina d'Ampezzo. Altre scene sono state girate a Londra.

## Promozione
Il primo trailer è stato diffuso il 5 novembre 2023.

## Distribuzione
Il film è stato reso disponibile sulla piattaforma Netflix dal 12 gennaio 2024.